# Millennium Tower (Tokyo)
La Millennium Tower è un grattacielo di 170 piani progettato dall'architetto Sir Norman Foster nel 1989, che dovrebbe sorgere nella baia di Tokyo, a 2 chilometri dalla riva.

## Aspetto
Il grattacielo avrà l'aspetto di un cono piramidale dell'altezza di 845 metri, con una base grande all'incirca quanto lo Stadio olimpico di Tōkyō e superfici laterali in vetro per l'illuminazione naturale. Dovrebbe essere costruito sull'acqua, con accessi per mezzo d'imbarcazioni e di ponti. Poiché la torre è stata progettata per un'area soggetta a frequenti terremoti e tifoni, le sono state attribuite una forma aerodinamica per ridurre l'esposizione ai venti e bande elicoidali avvolgenti per migliorare il supporto strutturale. Serbatoi d'acciaio sulla sommità saranno riempiti d'acqua, e si potranno ruotare per fungere da contrappesi contro il vento.
La torre sarà un'arcologia che conterrà un milione di metri quadrati di spazi commerciali  e alloggi per 60.000 persone, divisi in settori. Gli uffici e le attività industriali leggere o "pulite" si troveranno nei livelli inferiori, al di sotto degli appartamenti, e la parte superiore ospiterà i sistemi di comunicazione e i generatori eolici o solari. Tutte le sezioni saranno inframmezzate da ristoranti e piattaforme panoramiche.
I percorsi più lunghi saranno serviti da linee di trasporto rapide verticali e orizzontali, con carrelli, progettati per portare fino a 160 persone, che si fermeranno a "sky center" intermedi ogni trenta piani. Ogni "sky center" avrà giardini e mezzanini, e fornirà servizi particolari come quelli di alberghi e ristoranti. sarà possibile effettuare percorsi brevi con ascensori o scale mobili.

## Storia
La torre è stata commissionata dalla Obayashi Corporation come un'arcologia, allo scopo di affrontare i problemi della scarsità di spazi edificabili e della sovrappopolazione a Tōkyō. Il sito web della ditta di design dichiara che «il progetto dimostra che vivere con un'alta densità abitativa o ad un'elevata altitudine non significa sovraffollamento o difficoltà; ciò può portare ad una migliore qualità della vita, dove l'abitazione, il lavoro e le opportunità di svago siano tutti a portata di mano».